# Калатаюд, Сулия
Сулия Инес Калатаюд Торрес (исп. Zulia Inés Calatayud Torres; род. 9 ноября 1979, Гавана) — кубинская легкоатлетка, специалистка по бегу на средние и короткие дистанции. Выступала за сборную Кубы по лёгкой атлетике в 1998—2009 годах, чемпионка мира, победительница Кубка мира, двукратная чемпионка Панамериканских игр, чемпионка Игр Центральной Америки и Карибского бассейна, действующая рекордсменка страны в эстафете 4 × 400 метров, участница трёх летних Олимпийских игр.

## Биография
Сулия Калатаюд родилась 9 ноября 1979 года в муниципалитете Плайя, Гавана. Занималась лёгкой атлетикой во время учёбы в Гаванском университете.
Впервые заявила о себе в сезоне 1997 года, когда в беге на 400 метров заняла шестое место на чемпионате Кубы в Гаване.
В 1998 году вошла в состав кубинской сборной и выступила на юниорском мировом первенстве в Анси, где в дисциплине 400 метров дошла до полуфинала.
В 1999 году стала чемпионкой Кубы на дистанциях 400 и 800 метров. На Панамериканских играх в Виннипеге выиграла серебряную медаль в беге на 800 метров и вместе с соотечественницами одержала победу в эстафете 4 × 400 метров. На чемпионате мира в Севилье не смогла пройти дальше предварительного квалификационного забега 800 метров, тогда как в эстафете 4 × 400 метров заняла итоговое седьмое место.
Благодаря череде успешных выступлений в 2000 году удостоилась права защищать честь страны на летних Олимпийских играх в Сиднее — показала шестой результат на дистанции 800 метров и восьмой результат в эстафете 4 × 400 метров.
В 2001 году в беге на 800 метров дошла до полуфинала на чемпионате мира в Эдмонтоне, была четвёртой на Играх доброй воли в Брисбене и на Финале Гран-при ИААФ в Мельбурне. На соревнованиях в испанском Алькала-де-Энарес превзошла всех соперниц и установила свой личный рекорд в беге на 400 метров — 50,87.
В 2002 году установила личные рекорды на дистанциях 800 и 1000 метров — 1:56.09 и 2:34.31 соответственно. На Кубке мира в Мадриде в 800-метровом беге финишировала четвёртой.
В 2004 году отметилась победой на иберо-американском чемпионате в Уэльве. Принимала участие в летних Олимпийских играх в Афинах — в финале дисциплины 800 метров с результатом 2:00.95	пришла к финишу восьмой.
В 2005 году была лучшей на чемпионате мира в Хельсинки и на Всемирном легкоатлетическом финале в Монако.
На Центральноамериканских и Карибских играх 2006 года в Картахене выиграла 800 метров и стала бронзовой призёркой в эстафете 4 × 400 метров. Также в беге на 800 метров победила на Всемирном легкоатлетическом финале в Штутгарте и на Кубке мира в Афинах.
В 2007 году на Панамериканских играх в Рио-де-Жанейро взяла бронзу в беге на 800 метров и завоевала золото в эстафете 4 × 400 метров. В тех же дисциплинах стартовала на чемпионате мира в Осаке.
Участвовала в Олимпийских играх 2008 года в Пекине — в дисциплине 800 метров дошла до стадии полуфиналов, в то время как в эстафете 4 × 400 метров вместе с соотечественницами заняла в финале шестое место, установив при этом ныне действующий рекорд Кубы — 3:23.21.
В 2009 году отметилась победами на ALBA Games в Гаване, на чемпионате Центральной Америки и Карибского бассейна в Гаване, бежала 800 метров и эстафету 4 × 400 метров на чемпионате мира в Берлине.
После берлинского чемпионата мира Калатаюд сделала перерыв в карьере в связи с рождением дочери.
В 2012 году ненадолго вернулась в лёгкую атлетику, но каких-то значимых результатов больше не показывала.